# قط سماك
القط السمّاك أو القط صياد السمك أو السنور السمّاك (الاسم العلمي: Prionailurus viverrinus) قط بري متوسط الحجم ينتشر في جنوب وجنوب شرق آسيا، كما يوحي اسمه تعد الأسماك فرائسه الرئيسة. في سنة 2016 صنفه الاتحاد الدولي لحفظ الطبيعة من الأنواع المهددة بالانقراض بدرجة دُنيا حيث يزداد استيطان البشر في مناطق الأنهر التي تكون موطنه الرئيسي، فخلال العقد الأول من القرن الحادي والعشرين انخفض تعدادها كثيراً. كقريبه الببر يعيش القط السماك على ضفاف الأنهار والجداول والمستنقعات وتكيف جيداً لهذه الموائل كونه سباح حذر وماهر، حيث يمكنه السباحة لمسافات طويلة حتى تحت الماء.